# 上海市检测中心
上海市检测中心是中華人民共和國上海市浦东新区张江高科技园区张衡路1500号的一個檢測機構，2006年一期建成，占地15万平方米，建筑面积7万平方米，内有生物与安全检测实验室、综合管理部，运营管理部、资产管理部、研究策划部。内驻单位有上海市计量测试技术研究院、上海市食品药品检验所、上海市食品药品包装材料测试所。其中生物与安全检测实验室于2017年列入全国土壤二恶英检测实验室。

## 历史
2002年，《关于同意建立上海市检测中心通知》沪编〔2002〕7号文，批准成立上海市检测中心。
2003年1月，中心一期奠基开工。
2007年1月，中心一期工程项目落成运行揭牌仪式在浦东张江高科技园区举行。
2018年3月30日，中心二期项目被市政府列为在建项目。
2020年2月21日，中心二期项目被市政府列为建成项目。

## 参看
- 中国科学院上海药物研究所